# ارنست مارزدن
 ارنست مارزدن (انگلیسی: Ernest Marsden؛ زاده ۱۹ فوریهٔ ۱۸۸۹ – درگذشته ۱۵ دسامبر ۱۹۷۰) یک دانشمند اهل بریتانیا بود.